# Pozo de los Frailes
Pozo de los Frailes ist ein kleines Dorf in der Gemeinde Níjar in der spanischen Provinz Almería im südlichen Andalusien. Der Ort liegt etwa 3 km nördlich von San José im Naturpark Cabo-de-Gata-Níjar und hatte im Jahr 2011 482 Einwohner. Sehenswert ist ein restauriertes Wasserschöpfrad aus dem 14. Jahrhundert, ein sogenanntes Noria, Es wurde mit Eseln oder Maultieren betrieben und ist erst 1983 aufgegeben worden.

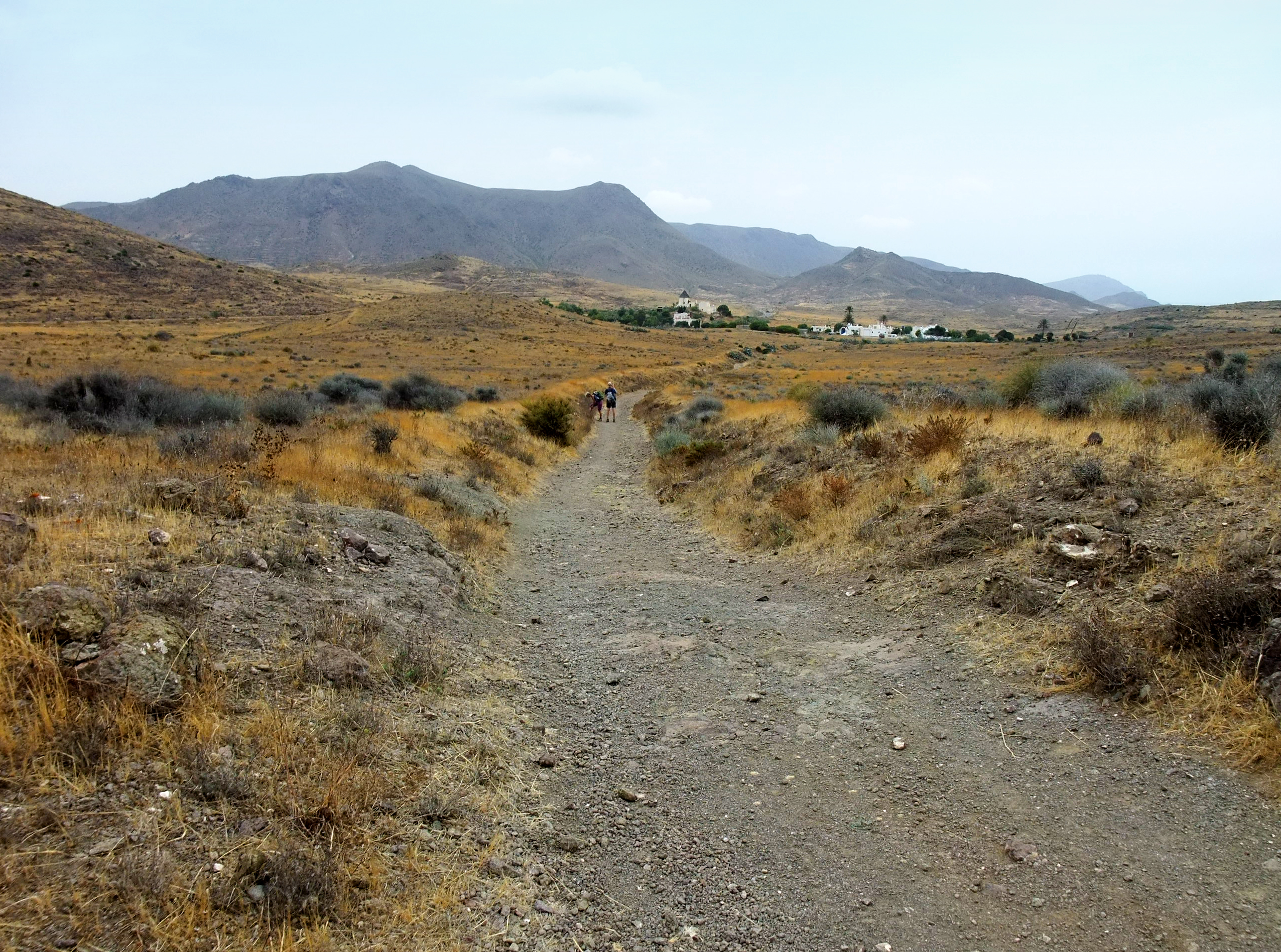
Blick auf Pozo de los Frailes. Im Hintergrund erhebt sich die Sierra del Cabo de Gata.
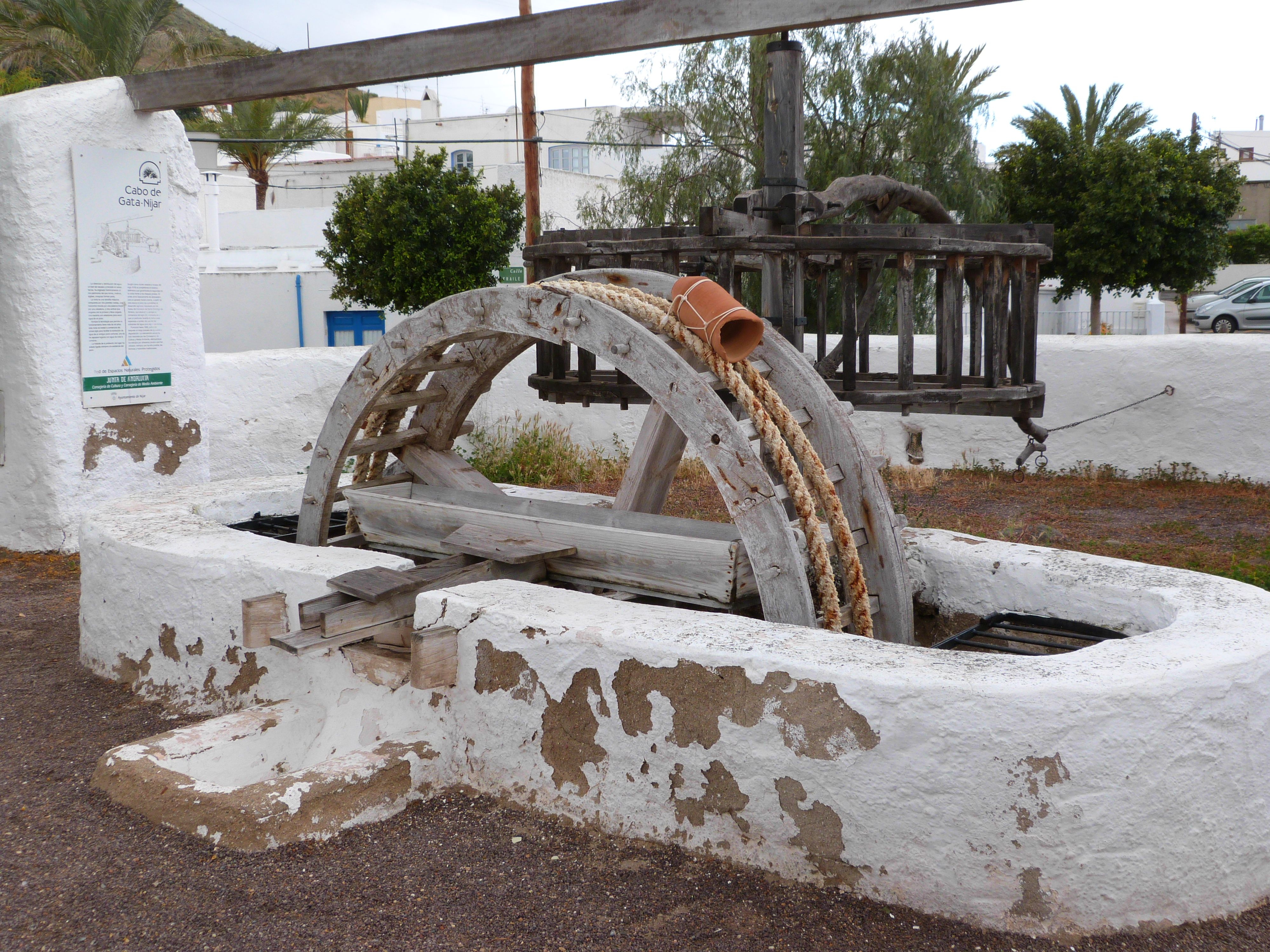
Wasserschöpfrad